# متشو قاسم (بمبور الشرقي)
متشو قاسم (بالفارسية: مچوقاسم) هي منطقة سكنية تقع في إيران في قسم بمبور الشرقي الريفي. يقدر عدد سكانها بـ 1,034 نسمة .